# Gaël Tribillon
Gaël Tribillon, né le 2 mars 1998 à Saint-Doulchard, est un handballeur professionnel français.
Après des débuts dans son département natal, Tribillon intègre le Pôle espoir de Chartres puis le Chartres MHB28. Il y débute au niveau professionnel en D1 2015-2016 avant une saisons pleine de ProD2 2016-2017. Repéré par Philippe Gardent, il rejoint le Fenix Toulouse à l'été 2017. Bien qu'en concurrence avec le capitaine Nemanja Ilić, Tribillon bénéficie de temps de jeu et inscrit près de soixante buts lors de ses deux premières saisons. Les deux suivantes sont plus mitigées. En 2021, il revient dans le club de Chartres et s'engage pour deux saisons.
Gaël Tribillon est sélectionné dans toutes les équipes de France jeunes. Aux côtés notamment d'Elohim Prandi, il remporte presque toutes ses compétitions entre 2015 et 2019 : le FOJE 2015, le Championnat d'Europe U18 en 2016 ainsi que les Mondiaux U19 en 2017 et U21 en 2019. Il obtient aussi la médaille d'argent à l'Euro U20 en 2018.

## Biographie

### Enfance et formation en région Centre
Né dans le Cher, à Saint-Doulchard, Gaël Tribillon débute le handball à l'Églantine Vierzon à six ans, et y reste de 2004 à 2014. Son père et sa mère étaient handballeurs et son frère Hugo le devient aussi,. Dès ses treize ou quatorze ans, Gaël Tribillon devient fan de l'ailier gauche international français Michaël Guigou. À quatorze ans, ayant sauté une classe sur le plan scolaire, Gaël Tribillon entre en pôle espoir régional à Chartres avec un an d'avance.
En 2014, il rejoint le Chartres Métropole HB28. L'entraîneur Jérémy Roussel lui fait jouer son premier match de Championnat de France en fin de saison 2015-2016, contre Toulouse (son futur club) à dix-sept ans, lors de la 24e journée (deux buts). Il enchaîne une seconde apparition pour la 25e journée à Cesson-Rennes (victoire 25-29 avec but personnel),. Il signe un contrat de stagiaire professionnel durant l'été 2016,, jusqu'au terme de la saison 2017-2018.
Contacté par le Fenix Toulouse dès octobre 2016, Gaël Tribillon y signe son premier contrat professionnel en mars 2017, à partir de la saison suivante,, repéré par son entraîneur Philippe Gardent, et refuse l'offre chartraine. En concurrence sur le poste d'ailier gauche avec l'Espagnol Eduardo Reig-Guillen et Yannick Cham, le Berrichon en est alors à douze matches de ProD2 sur la saison 2016-2017, pour treize buts en seize tirs. En fin de saison, il perd la finale de play-offs de ProD2 avec Chartres au nombre de buts à l'extérieur à la dernière seconde.

### Professionnel à Toulouse
Au Fenix Toulouse, Gaël Tribillon s'engage pour une durée de trois saisons et devient la doublure de Nemanja Ilic. Au moment de son transfert début 2017, son entraîneur Philippe Gardent déclare « Le profil de Gaël Tribillon nous intéresse pour compléter notre poste d'ailier gauche. C'est actuellement un des meilleurs jeunes Français ».
Philippe Gardent lui fait rapidement confiance et lui donne du temps de jeu. En avril 2018, auteur de sept buts lors de la victoire face à Aix, puis de douze réalisations lors du match suivant face à Chambéry, malgré la défaite, Tribillon est nommé à l'élection du joueur du mois de Starligue. Pour sa première saison en LNH, il est nommé pour le titre de meilleur espoir du championnat en fin de saison.
En octobre 2018, Toulouse sort Cesson-Rennes (31-21) en huitième de finale de la Coupe de la Ligue. Gaël Tribillon inscrit huit buts. Au cours de la saison 2018-2019, il devient titulaire à la suite du départ en prêt d'Ilic en février 2019. En mai 2019, pour la deuxième année consécutive, il est nommé pour être meilleur espoir du Starligue. À l'issue de ses deux premières saisons toulousaines, il tourne à 2,5 buts de moyenne par match autour de soixante buts par saison.
En octobre 2019, ses huit buts aident à la qualification toulousaine pour le troisième tour de la Coupe de la Ligue contre Strasbourg (29-32). Au terme de la saison 2019-2020, amputée par la pandémie de Covid-19, Toulouse est cinquième en Championnat et qualifié pour le Final Four de la Coupe de la Ligue.
Pour la saison 2020-2021, il partage toujours le poste d'ailier gauche avec Ilic et dispute la Ligue européenne (C2). Fin janvier 2021, il totalise seulement six buts en onze matches.

### Retour à Chartres
En fin de contrat en 2021, Gaël Tribillon retourne à Chartres, devenu le C' Chartres Métropole handball, et s'engage pour deux saisons. Il partage son poste avec Vanja Ilić, frère de Nemanja avec qui il joue auparavant à Toulouse,.
Arrivant en fin de contrat en juin 2023, la direction du club annonce fin janvier de cette même année, la prolongation de son contrat de deux saisons supplémentaires, soit jusqu'en juin 2025.

### En équipe nationale
Gaël Tribillon est appelé en équipe de France cadets. Avec les U17 français en 2015, il remporte les FOJE (Festival Olympique de la Jeunesse Européenne) en Géorgie.
En 2016, il est sacré champion d’Europe U18 avec la France d'Éric Quintin et élu meilleur joueur de la finale face à la Croatie (40-38).
En août 2017, Gaël Tribillon est retenu au sein de l'équipe de France jeune, dont il est le vice-capitaine, pour le Championnat du monde en Géorgie. Les Bleuets remportent la compétition 28-25 contre l'Espagne en finale.
En juillet 2018, il fait partie de l'équipe de France des moins de 20 ans qui participe au Championnat d'Europe en Slovénie. Il perd en finale de la compétition face au pays hôte.
En juillet 2019, Gaël Tribillon est sélectionné pour disputer le Mondial de moins de 21 ans. Il se blesse sévèrement à la cheville gauche lors du quatrième match du premier tour contre la Suède (défaite 27-23). Il est forfait pour la suite de la compétition que les Bleuets remportent.

## Statistiques
| Saison                | Club                  | Championnat           | Championnat | Championnat | Coupe nationale | Coupe nationale | Coupe de la Ligue | Coupe de la Ligue | Compétition(s) continentale(s) | Compétition(s) continentale(s) | Compétition(s) continentale(s) | Total | Total |
| Saison                | Club                  | Division              | M.          | B.          | M.              | B.              | M.                | B.                | Comp.                          | M.                             | B.                             | M.    | B.    |
| 2015-2016             | Chartres MHB28        | D1                    | 2           | 3           | -               | -               | -                 | -                 | -                              | -                              | -                              | 2     | 3     |
| 2016-2017             | Chartres MHB28        | D2                    | 20+4        | 21+9        | -               | -               | 1                 | -                 | -                              | -                              | -                              | 25    | 30    |
| Sous-total            | Sous-total            | Sous-total            | 26          | 33          | -               | -               | 1                 | 0                 | -                              | 0                              | 0                              | 27    | 33    |
| 2017-2018             | Fenix Toulouse        | D1                    | 26          | 61          | 2               | 8               | 5                 | 9                 | -                              | -                              | -                              | 33    | 78    |
| 2018-2019             | Fenix Toulouse        | D1                    | 24          | 58          | 2               | 4               | 3                 | 14                | -                              | -                              | -                              | 29    | 76    |
| 2019-2020             | Fenix Toulouse        | D1                    | 12          | 12          | -               | -               | 3                 | 13                | -                              | -                              | -                              | 15    | 25    |
| 2020-2021             | Fenix Toulouse        | D1                    | 11          | 6           | -               | -               | -                 | -                 | C3                             | 8                              | 9                              | 19    | 15    |
| Sous-total            | Sous-total            | Sous-total            | 73          | 140         | 4               | 12              | 11                | 36                | -                              | 8                              | 9                              | 96    | 197   |
| Total sur la carrière | Total sur la carrière | Total sur la carrière | 99          | 173         | 4               | 12              | 12                | 36                | -                              | 8                              | 9                              | 123   | 230   |

## Palmarès
Gaël Tribillon, fait partie de la génération 98-99 comprenant notamment avec les Valentin Kieffer, Elohim Prandi, Dylan Nahi et Kyllian Villeminot qui remporte presque toutes ses compétitions entre 2015 et 2019 : un FOJE, deux Mondiaux U19 et U21, un Euro U18 et une médaille d'argent à l'Euro U20.
- Championnat du monde junior (1)
  - Vainqueur : 2019
- Championnat du monde jeune (1)
  - Vainqueur : 2017
- Championnat d’Europe U18 (1)
  - Vainqueur : 2016
- Festival olympique de la jeunesse européenne (1)
  - Vainqueur : 2015
- Championnat d'Europe U20
  - Finaliste : 2018